# Leopold Heinrich von der Goltz
Leopold Heinrich von Goltz (ur. 19 marca 1745 w Berlinie, zm. 15 czerwca 1816 w Berlinie) – pruski dyplomata.
Od 22 czerwca 1789 do 25 sierpnia 1794 poseł pruski w Petersburgu. 26 lipca 1791 wraz z przedstawicielami W. Brytanii Charlesem Whitworthem i Williamem Fawkenerem i ministrami Katarzyny II podpisał w imieniu Prus protokół uznający wszystkie ziemie zdobyte przez Rosjan na Turcji podczas świeżo zakończonej wojny. Wkrótce jednak potem drogi W. Brytanii i Prus definitywnie się rozeszły. 